# Kuruc

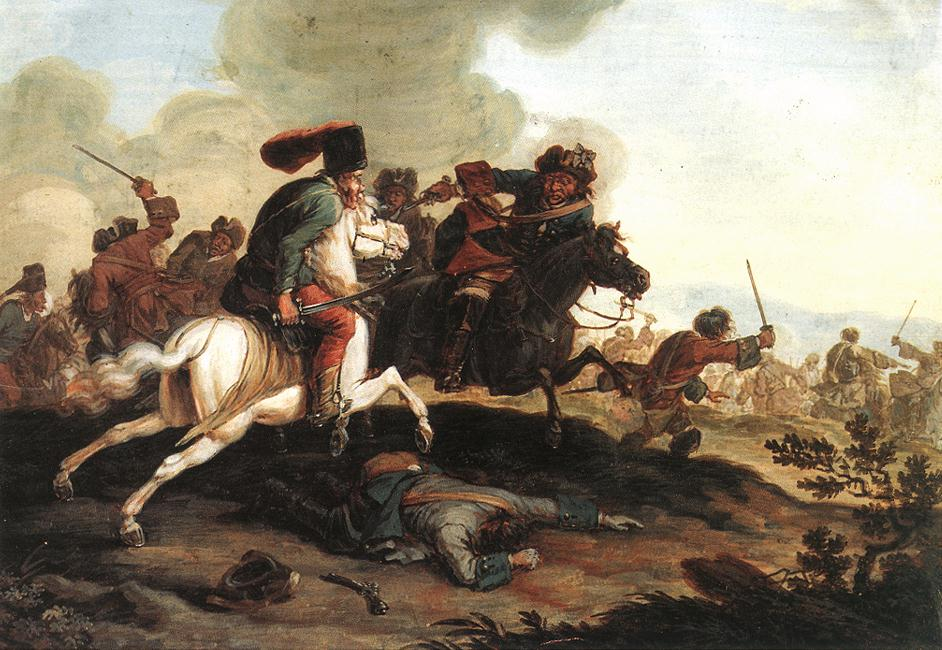
Georg Philipp Rugendas, El duelo de la caballería entre el kuruc y el labanc.

Kuruc (Pronunciación en húngaro: /ˈkurut͡s/, plural kurucok), también escrito kurutz, fue un grupo de insurgentes armados anti-Habsburgo del reino de Hungría entre 1671 y 1711.
El ejército kuruc estaba compuesto principalmente por siervos y nobles menores húngaros empobrecidos, así como campesinos protestantes húngaros y eslavos. Consiguieron conquistar gran parte de Hungría en varios levantamientos desde Transilvania antes de ser finalmente derrotados por las tropas imperiales de los Habsburgo. 

## Nombre

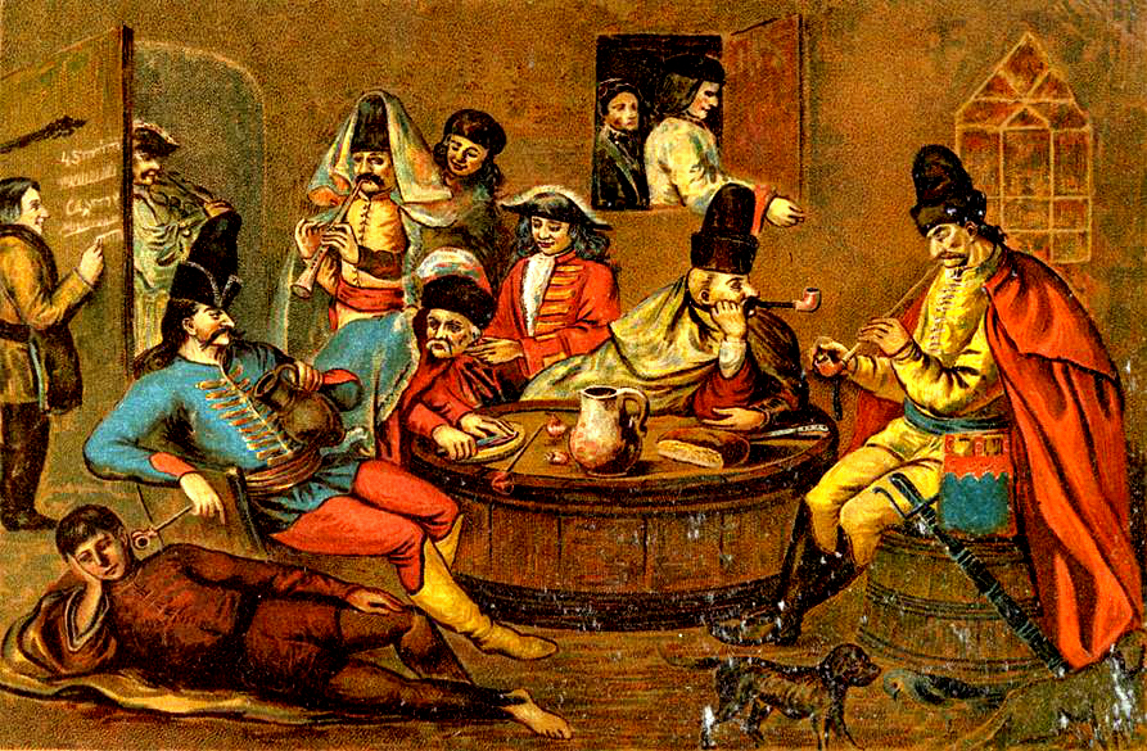
Kurucok alrededor de 1700.

La palabra kuruc fue usado por primera vez en 1514 para designar a los campesinos armados liderados por György Dózsa. El investigador Matthias Bel supuso que la palabra se derivaba de la palabra latina cruciatus (cruzado), y a su vez de crux (cruz), y que los seguidores de Dózsa eran llamados cruzados porque la rebelión campesina comenzó como una cruzada oficia contra los otomanos Silâhdar Fındıklılı Mehmed Ağa, cronista otomano del siglo XVII supuso que la palabra kuruc o kurs como son llamados en esta crónica en turco otomano, era una palabra griega que significada "pulido", cilâlı en turco.
Los etimólogos de la actualidad no aceptan las teorías de Bel o Ağa y consideran que la palabra se deriva de la palabra turca kurudsch ("rebelde" o "insurgente").
En 1671, el término fue usado por Meni, the beylerbey bajá de Eger, en la actual Hungría, para designar a los refugiados, predominantemente nobles, de la Hungría Real. El nombre rápidamente se hizo popular y fue usado entre 1671 a 1711 en los textos escritos en húngaro, eslovaco y turco para designar a los rebeldes de la Hungría Real y el norte de Transilvania que luchaban contra los Habsburgo y sus políticas.
Los rebeldes de la primera rebelión kuruc se llamaban a sí mismos bújdosók ("fugitivos"), o en su forma completa, "diversos barones, nobles, soldados de infantería y caballería fugitivos que luchan por la libertad material y espiritual de la patria húngara". El ejército fue reunido por el noble del norte de Hungría Emeric Thököly también fue llamado kuruc. Su rebelión forzó al emperador Habsburgo Leopoldo I a restaurar la constitución en 1681 tras haberla abolido en 1673.
El líder de la última de las rebeliones kuruc, Francisco Rákóczi II, no uso este término, sino la palabra francesa insurgents o malcontents para resaltar sus propósitos. Las fuentes contemporáneas también preferían malcontents para designar a los rebeldes.
Kuruc fue usado en la poesía popular eslovaca hasta el siglo XIX. El término opuesto, popularizado después de 1678 era labanc (del húngaro lobonc, literalmente, "pelo largo", en referencia a las pelucas usadas por los soldados austríacos), para designar a sus oponentes austríacos y sus partidarios lealistas.

## Historia

### Antecedentes

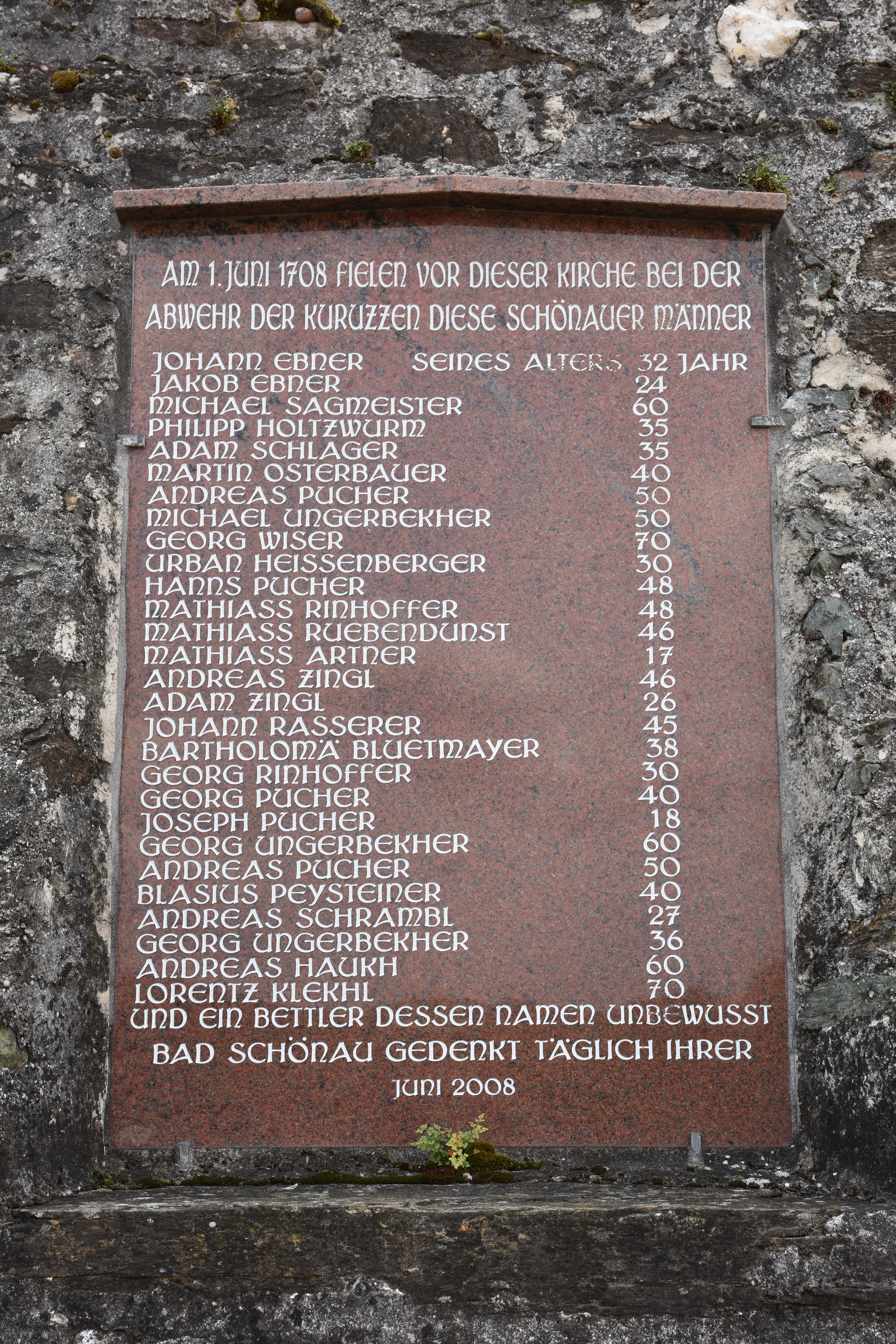
Placa conmemorativa en la iglesia de Bad Schönau, Austria.

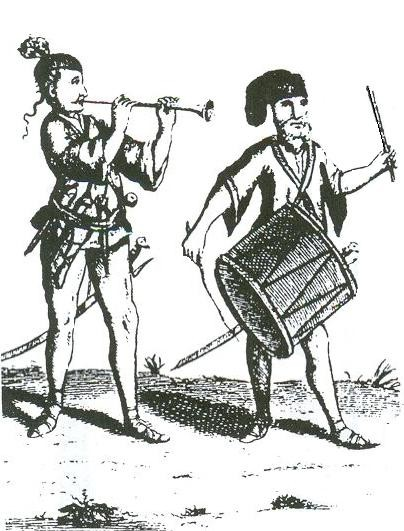
Dos músicos soldados de los kuruc con el oboe de cono töröksíp y el tambor grande nagydob.

Tras la conspiración y rebelión de los magnates de Francisco Rákóczi I, Leopoldo I introdujo un sistema de gobierno absolutista en la Hungría Real (la que no estaba ocupada por los otomanos y no formaba parte del Principado de Transilvania).
Los creadores de este sistema fueron Václav Eusebius Popel (presidente del Consejo Privado Imperial entre 1669 y 1674), Johann von Hocher, Ignaz Abele, Leopold Königsegg-Rothenfels, Johann Kinsky (Johann Oktavian, Graf Kinsky von Wchinitz y Tettau (1604- 1679) y Raimondo Montecuccoli. También inventaron la teoría del decomiso. Los Estados de Hungría perdieron sus derechos debido a esta conspiración. El emperador tenía entonces el derecho de gobernar sin consultar a la Dieta, el parlamento de los Estados. Königsegg describió la situación diciendo que el reino de Hungría era armis subjecti.
Obligaron a los habitantes locales a mantener los suministros del ejército (portio -comida-, cuarteles -alojamiento- y entrega). recogidos por los oficiales militares locales (repartitio). Despreciaron a los funcionarios gubernamentales tradicionales como el nádor y crearon un consejo de gobierno en marzo de 1673, que estaba compuesto por cuatro miembros alemanes y cuatro húngaros y un líder, Johann Gaspar Ampringen, aunque el poder real lo detentaban los líderes militares locales).
El tribunal intentó nuevamente reprimir a los protestantes. En 1671, György Szepelcsenyi, arzobispo de Esztergom, Leopold Kollonics, obispo de Winer-Neustadt, el presidente de la cámara húngara, Ferenc Szegedy, obispo de Eger e István Bársony visitaron una a una las ciudades libres e importantes con escoltas militares y retomaron antiguas iglesias y escuelas que habían sido católicas más de 100 años antes de manos de los protestantes. Los ciudadanos de Bratislava, tanto hombres como mujeres, custodiaron su iglesia durante semanas. Szelepcsényi no pudo luchar contra ellos hasta que, en 1672, Kollonics tomó el asunto en sus propias manos. Trajo 1.200 soldados de Viena, arrestó a los ciudadanos principales durante algunas semanas y los obligó a entregar su iglesia y escuela. Después de eso, construyeron demandas conceptuales contra pastores protestantes. Entre 1673 y 1674, hicieron dos judicum delegatum contra los sacerdotes protestantes. Los miembros del jurado eran altos eclesiásticos y señores seculares. La acusación principal eran los crímenes políticos: la conexión de los pastores luteranos y reformados con el bajá de Buda y un plan para una rebelión abierta, cuya principal prueba de la acusación eran las cartas de István Vitnyédy a Miklós Bethlen y Ambrus Keczer. Finalmente, aquellos que firmaron una revocación, un documento afirmando renunciar al trabajo como sacerdote protestante y salir de Hungría, fue indultado. Doscientos firmaron, pero cuarenta se resistieron. Los que se negaron fueron vendidos como galeotes al español reino de Nápoles (para más tarde ser salvados por mediación del almirante neerlandés Michiel de Ruyter en 1676, aliado español).
Los funcionarios a menudo fueron corruptos y codiciosos. Por ejemplo, Georg Ludwig von Sinzendorf que manejaba las finanzas militares, confiscó las propiedades de muchas personas nobles. Durante una negociación, confiscó once castillos, setente residencias nobles y 367 pueblos (en su mayoría malversados para él).
Leopoldo I despidió a once mil soldados de la guarnición húngara porque no confiaba en ellos, trató de concentrar a los militares en alguna fortaleza principal y demolió los castillos fortalecidos por la nobleza.
El gobierno impuso un nuevo tipo de impuesto (accisa) que elevó los tipos impositivos diez veces, provocando el padecimiento de los contribuyentes.
Los miembros de la conspiración Wesselényi, en su mayoría nobles que perdieron sus propiedades y exsoldados que fueron despedidos sin indemnización, huyeron al este. Los húngaros oprimidos buscaron refugio en Transilvania, pero el príncipe Apafi no tenía permiso de los otomanos para dejarlos entrar, por lo que comenzaron a reunirse junto al río Tisza. Aunque muchos de ellos escaparon a Polonia, los que quedaron estaban listos para iniciar un nuevo levantamiento, convirtiéndose en kurucok.

### Primera rebeliónkuruc

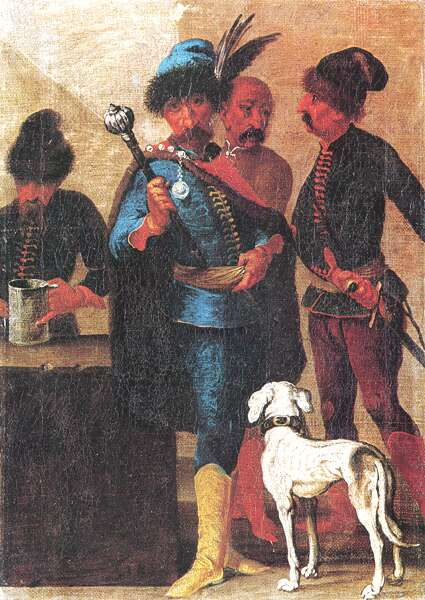
Soldados kuruc.

El primer levantamiento kuruc tuvo lugar en 1672. El ejército kuruc se reunió en el Partium, donde muchos refugiados de diferentes orígenes habían buscado refugio de la persecución religiosa y política en la Hungría Real. Se llamaban a sí mismos bújdosók ("fugitivos"). Sus armas eran principalmente pistolas, sables ligeros y fokos (hachas de batalla).
Sus tácticas de guerra eran las típicas de la caballería ligera. Los principales subgrupos eran protestantes, descontentos con las ambiciones de los Habsburgo con la Contrarreforma, nobles menores empobrecidos aferrándose a sus privilegios mientras la corte de los Habsburgo intentaba privarlos de su nobleza, y soldados de los végvárs (castillos fronterizos) demolidos por los generales Habsburgo. Más tarde, cuando los turcos perdieron terreno ante los ejércitos imperiales y se intensificó el despotismo austríaco, la opresión de los húngaros por parte los Habsburgo desempeñó un papel cada vez más importante en la motivación de los kurucok.
En agosto de 1672, el ejército kuruc invadió la Alta Hungría, donde conquistó los castillos de Diósgyőr, Ónod, Szendrő y Tokaj. Tras derrotar al ejército Habsburgo de Paris von Spankau cerca de Kassa, las ciudades de la Alta Hungría se rindieron y muchos descontentos de entre la población eslovaca y rutena de los condados del norte se unieron a ellos.
Los dos líderes del ejército de "fugitivos" eran Pál Szepesi y Mátyás Szuhay, miembros de la pequeña nobleza que anteriormente habían participado en otros movimientos contra los Habsburgo. Según las memorias de Pál Szepesi, los "fugitivos" comenzaron a saquear en las regiones del norte: "Con el pretexto de perseguir a los papistas saquearon condados enteros. Empezamos a matar a los saqueadores, pero fue en vano, no respetaban a ningún oficial."
El Hofkriegsrat de Viena tomó medidas inmediatamente: se reforzaron las tropas de los Habsburgo con la llamada de más soldados de la Baja Hungría y llegando a la paz con los hajduks. El 26 de octubre de 1672, el ejército de los Habsburgo derrotó a los "fugitivos" en Gyurke (Ďurkov). Los rebeldes se retiraron cruzando la línea del Tisza.

### Universitasde los fugitivos
En 1675, los "fugitivos" ocuparon Debrecen. Más tarde ese año, la ciudad fue saqueada nuevamente por tres ejércitos diferentes, lo que no fue infrecuente en la conflictiva Alta Hungría. Los fugitivos intentaron organizarse como una comunidad independiente llamada universitas o communitas. Emitieron decretos, enviaron enviados a potencias extranjeras, fabricaron un sello y celebraron Dietas. En ese momento ya eran conocidos como kuruc, aunque nunca se llamaron así. Entre 1674 y 1678, su líder fue el conde Paul Wesselényi, primo del fallecido nádor Ferenc Wesselényi.
Los "fugitivos" establecieron contactos diplomáticas con Polonia en 1674 y con Francia en 1675. En mayo de 1677, Francia, Polonia, el principado de Transilvania y la universitas de los "Fugitivos" firmaron un tratado en Varsovia por el cual el rey Luis XIV de Francia garantizó cien mil táleros como ayuda y asistencia. Los "fugitivos" se comprometían a atacar a los Habsburgo con un ejército de al menos 15.000 hombres. Miguel Apafi I, príncipe de Transilvania, dio apoyo militar y financiero a la universitas.
En el otoño de 1677, 2.000 soldados franceses, polacos y tártaros llegaron a la Alta Hungría. Este pequeño ejército, dirigido por el coronel Beaumont, no podía amenazar seriamente la supremacía de los Habsburgo. La Hungría Real se convirtió en un escenario de la guerra europea entre el emperador Leopoldo I y Luis XIV. El presidente de la Hofkriegsrat de Viena, Raimondo Montecuccoli, trazó un plan de "pacificación" bajo el título L'Ungheria nell'anno 1677. Según el plan, la Hungría Real sería ocupada por tres ejércitos austríacos, los restos de la constitución húngara abolidos y se implementaría un programa a gran escala de colonización alemana.

### Bajo las órdenes de Mihály Teleki

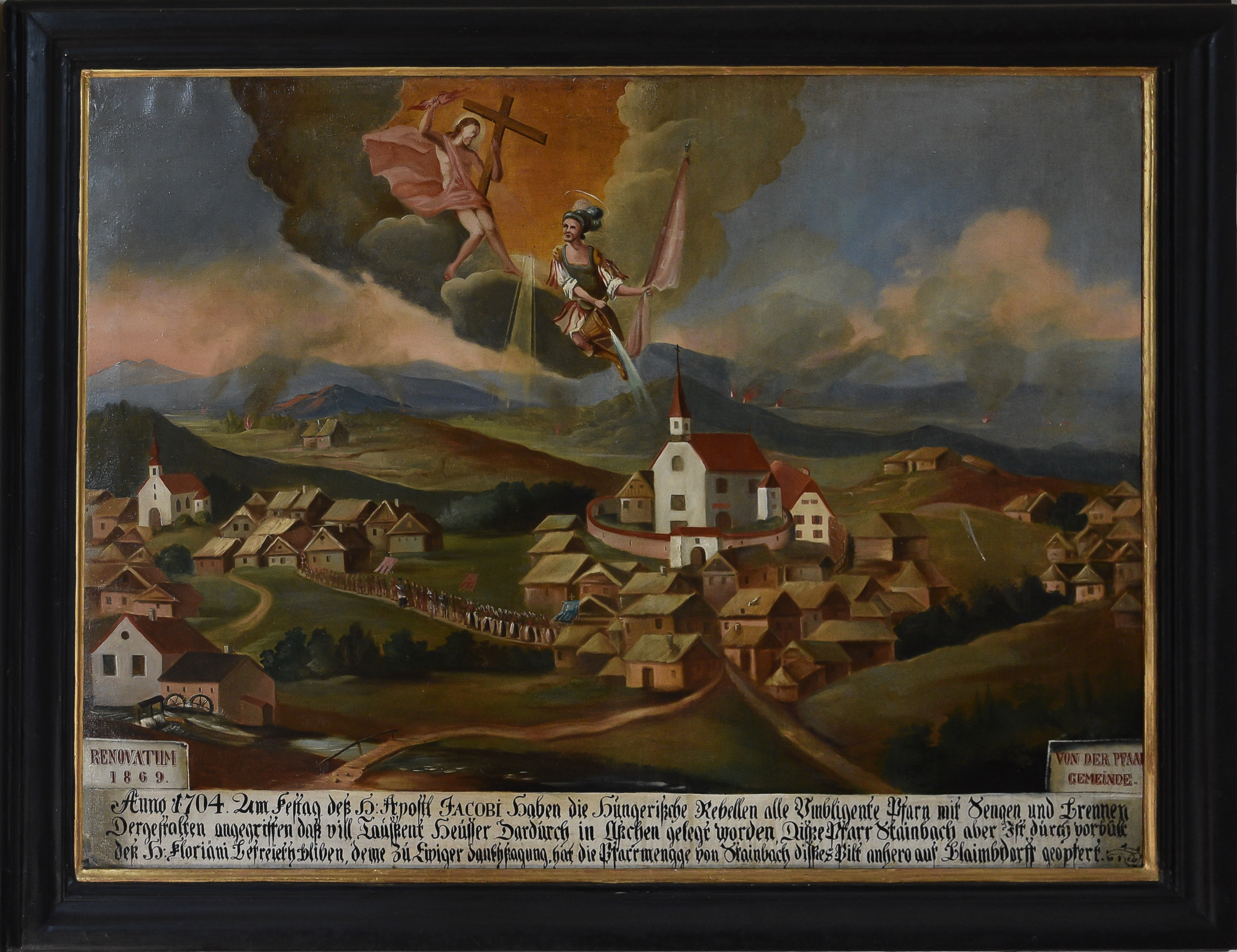
Imagen conmemorativa de los kurucok en la iglesia de San Roque y San Sebastián de Blaindorf.

En 1678, los fugitivos aceptaron a Mihály Teleki, el canciller de Transilvania, como su líder. El príncipe Apafi declaró la guerra a los Habsburgo. Anteriormente, le había solicitado permiso al sultán otomano (su señor) que se fuera. El sultán había exigido una condición inaceptable: en caso de éxito, toda la Hungría Real debía unirse al Imperio otomano.
El 5 de abril de 1678, el príncipe Apafi emitió una declaración ambigua al pueblo de Hungría. Anunció que él, junto con los reyes de Polonia y Francia, tomaba las armas contra "el pesado yugo de la opresión" y recomendaba "la sumisión al poderoso emperador turco con una mente razonable y un ojo agudo".
El ejército kuruc de Teleki, junto con las tropas polacas y francesas, avanzaron hacia la Alta Hungría, pero inmediatamente se retiraron a Transilvania ante la vista de los primeros regimientos de los Habsburgo. El fracaso arruinó la imagen de Teleki como líder competente. Por otro lado, una pequeña tropa de caballería kuruc (unas 8.000 personas) ocupó brevemente las ciudades mineras y castillos más importantes de la Baja Hungría.

### Las grandes rebelioneskuruc

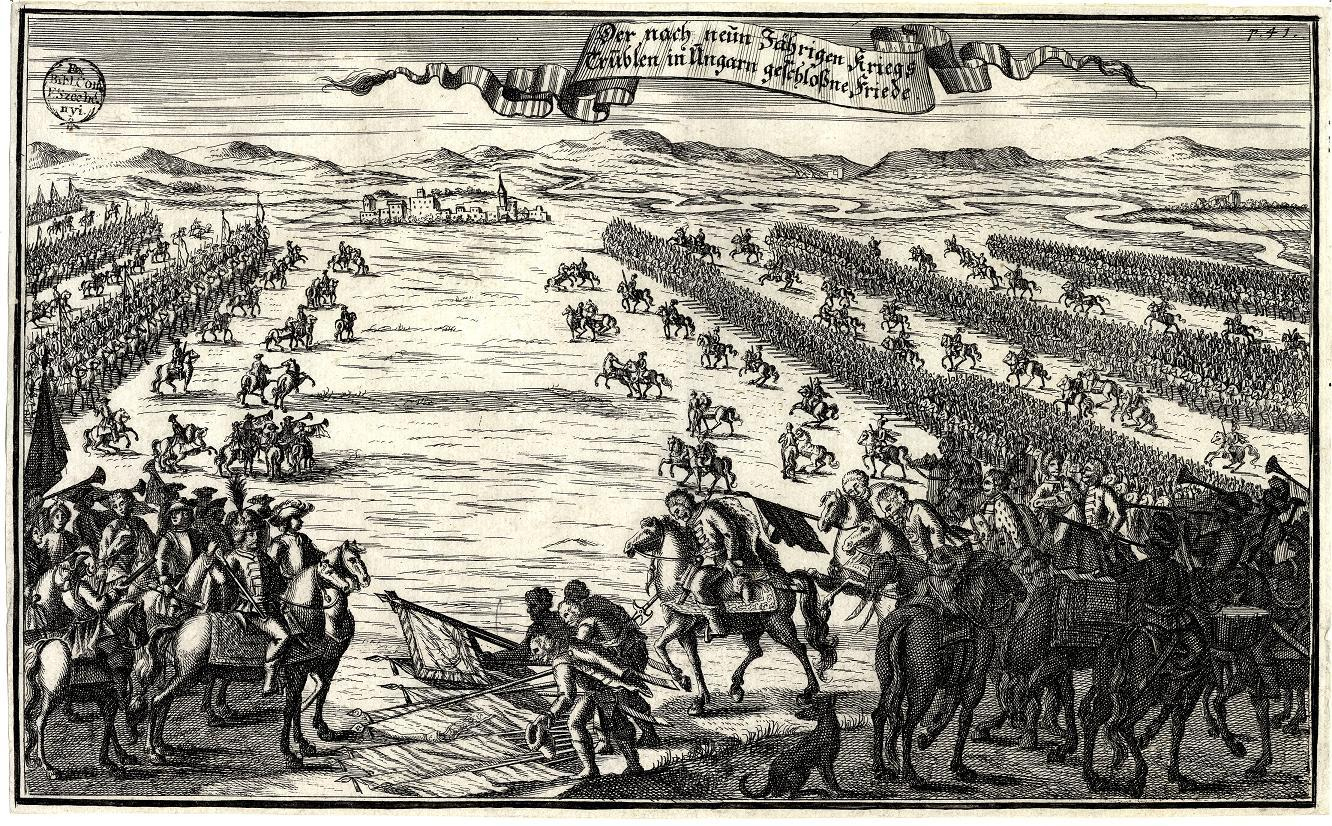
Rendición de los kuruc en Nagymajtény, 1711.

En 1678, uno de los jóvenes nobles más influyentes de la Alta Hungría y Transilvania, Emérico Thököly, declaró la guerra a los Habsburgo. En agosto de ese año, el ejército de Thököly ocupó casi toda la Baja y Alta Hungría. El dominio de los Habsburgo en la Hungría Real colapsó rápidamente. Los fugitivos se unieron a la Rebelión de Thököly y lo eligieron oficialmente como su líder en Szoboszló en enero de 1680. Las tropas kuruc se fusionaron con el propio ejército de Thököly.
Desde entonces, la historia de los kurucs es sinónimo de los dos grandes levantamientos contra los Habsburgo en el reino de Hungría entre 1680 y 1711, es decir, el levantamiento de Thököly (1680–85) y la guerra de independencia de Rákóczi (1703-1711). Aunque generalmente se les llama guerras kuruc, estos levantamientos contra el poder de los Habsburgo tenían una base social mucho más amplia y objetivos políticos más complejos que los movimientos kuruc originales.

### Uso posterior
En la primera mitad del siglo XVIII, kuruc se usó generalmente para denotar a los soldados de caballería húngaros (húsares) que servían en el ejército de los Habsburgo, especialmente en la época de la guerra de sucesión de Austria (1740-1748). Muchos antiguos soldados kuruc de la guerra de independencia de Rákóczi se unieron al ejército de los Habsburgo después de 1711.
Los prusianos también fueron llamados kurucok en la literatura húngara por József Gvadányi en 1790, pues al ser enemigos de los labanc Habsburgo los consideraba kurucok. A finales del siglo XVIII, la palabra dejó de usarse en el lenguaje común y se convirtió en un término exclusivamente histórico para los rebeldes de Rákóczi y Thököly. En el idioma húngaro actual, kuruc se usa a veces para denominar a los radicales nacionalistas húngaros. Kuruc.info es también el nombre de una página web nacionalista húngara de extrema derecha.